# フリージ
『フリージ』（アラビア語: فريج、英語: Freej）は、アラブ首長国連邦（以下、UAE）のテレビアニメ。2006年から放送されており、UAE初の3DCGアニメである。2019年4月現在、全5シーズン・70話が放送されている。
急成長を遂げるドバイを、エミラーティ（生粋のUAE市民）の高齢女性の視点から戸惑いやギャップを描く風刺的なアニメ。タイトルの「freej」は現地の言葉で「ご近所」を意味する。

## 放送
2006年のラマダン初日である9月24日に衛星放送のSama Dubaiにて放送が開始。1話15分。シーズン2は2007年、シーズン3は2008年の同じくラマダンの時期に放送された。
シーズン4は2012年11月4日にアラビア語版カートゥーン ネットワークにて放送が開始された。
日本ではTOKYO MXにて2019年4月3日から9月25日まで、水曜0:00 - 0:30（火曜深夜）に放送。オープニングナレーションは深川和征。若月佑美出演のドバイを紹介する実写コーナー「LOVE Dubai」も放送される。

## 製作
モハメド・サイード・ハリブがノースイースタン大学に在学中、教授が「自分の文化に由来するスーパーヒーローを作れ」という課題を出した。そこでハリブは前時代のエミラティをヒーローとして選び、「着用していたマスクのおかげで彼女たちはとてもユニークに見えた」ため、キャラクターが生み出された。
この金色のマスクは、UAEではブルカまたはブルガ（アラビア語: برقع、英語: Burqa）と呼ばれ、現在では一部の高齢女性だけが身に着けている。ハリブは、「(冷房のなかった)昔はとても暑かったため、光を反射する紙でできている。砂まじりの風も吹きつけたので、顔を保護する道具だった」と説明し、米国の新聞記事に対する「抑圧された女性」というコメントを笑って否定している。
オリジナルの声優陣は全員ハリブの個人的な知り合いで、過去に演技経験は無かったものの、彼らが地元の人間だったため、視聴者に受け入れられるとハリブは信じていた。

## 登場人物

### 主要人物
発展の真っただ中にあるドバイの片隅に住む4人の老婦。
「ウム」は「の母」を意味し、名前の後半は息子の名前を表している。声は原語版 / 日本語吹き替え版の声優。
ウム・サイード
声 - Majid Al Falasi / 高畑淳子
グループの中で最も年長でリーダー格。四人の中では小柄であり、賢く皮肉好きでよく喋る。コーヒー中毒。赤い服を纏っている。四人組は彼女の家に集まって、世間話をしている場面が多い。詩やコーラン、アラビアの伝承文学に通じている。お香を作るなどの特技もある。
伝統を重んじているせいか今の若い世代の在りように悩むことも多く、ときにはショックを抱くこともある。また、最年長ということもあり、長時間の外出は足腰への負担がかかり疲れてしまうため、手近に楽に移動できるものがあれば積極的に利用する。
ウム・サルーム
声 - Abdullah Husain / 野沢由香里
やや天然気味に緩い性格で、リーダーシップは取らず、いつも皆についていく。記憶喪失を患っており、皆の発言に頓珍漢なボケた返事をするが、突然、知識人のようなセリフが出ることも。青い服を纏っている。四人の中で一番優しく、生き物が好き。家の中が散らかっており、すぐに忘れてしまうので冷蔵庫の扉には沢山のメモが貼ってある。
ただし、記憶を失う前は、ウム・サイードより頭も回りことわざを知っており、ウム・アラウィより数字や文明の利器が使え、ウム・ハマスより口八丁手八丁で強引な性格だった。隕石にぶつかり一時的に記憶を取り戻した回で、四人組が三十年以上の付き合いである事が語られた。
ウム・アラウィ
声 - Ashjan / 小林さやか
4人の中で最も教養があり、パソコンや携帯電話を持ち、ネット通信や仲買人への電話注文で株取引をしている。長身で痩せており、唯一メガネをかけている。黄色い服を纏っている。他国の情報や言語を知る国際派。常識人に見えるが、驚いたり怒ったりすると突飛な行動に出るケースもある。
彼女の家は大きな作りとなっており、研究室を有する。計数に明るいので、スマホや電卓片手にバザーの世話役なども買ってでる。
ウム・ハマス
声 - Salem Jassim / 片岡富枝
反抗的で強気な性格。それゆえかトラブルが絶えない。3度の未亡人で、ケータリングサービスと伝統音楽のバンドを経営している。緑の服を纏っている。
がさつで粗暴な女性に見えるが、実は音楽・絵画・料理・弁論・観光などに通じ（金持ちに個人指導する商売もしている）、ウム・アラウィとは別の方面の才能がある。食材や商品の配達用トラックなど自動車の運転もできる。
アニメ終了後にあるドバイ紹介コーナー（若月佑美による観光案内）『ラブ ドバイ』ではナレーションも担当。

### その他
アブード
声 - 若月佑美
ウム・サイードの孫。いたずら好きの男児で、祖母に負けず劣らず悪知恵が働く。
ウム・ハマスの母
声 - 片岡富枝
99歳だが矍鑠とした老媼。金持ちの若い男と再婚し、ウム・ハマスを悔しがらせる。ウム・ハマスのほかに二人の娘がいる。
ジャミール婆さん
声 - 松熊つる松
巡礼に行ったり、ラクダや水煙草を商うなどアラビア伝統を重んじているようだが、実は裏に魂胆のある胡散臭い女性。ウム・サイードの家にいる四人組をしばしば訪れ、難題を持ち込む。
ジャミーラ
声 - 魏涼子
ジャミール婆さんの娘。母親とかなり年が離れている。
カシューナ
声 - 片岡富枝
悪徳霊媒師で警察に目をつけられている。ウム・ハマスと瓜二つの顔で区別がつかない。
マーガレット
声 - 宮寺智子
丘の上に住む英国人の老婦人。自転車や気球に乗るなどハイカラな女性。

## 各話リスト
| 話数   | サブタイトル           | LOVE Dubai                           |
| ------ | ---------------------- | ------------------------------------ |
| 第1話  | ラマダン               | ブルジュ アル アラブ                 |
| 第1話  | ああ、我が人生         | ブルジュ アル アラブ                 |
| 第2話  | 雑貨屋戦争             | ドバイモール                         |
| 第2話  | 嘘はだめよ             | ドバイモール                         |
| 第3話  | 帰ってきたダンナ       | ジュメイラ モスク                    |
| 第4話  | 魔女の恋               | バスタキヤ歴史地区                   |
| 第4話  | 不吉な女               | バスタキヤ歴史地区                   |
| 第5話  | 砂漠の女王             | ラマタラスタジオ                     |
| 第6話  | 占い、信じる？         | ゴールド スーク                      |
| 第6話  | グローバルビレッジ     | ゴールド スーク                      |
| 第7話  | いたずらっ子、登場     | パーム ジュメイラ                    |
| 第7話  | 昔はよかった？         | パーム ジュメイラ                    |
| 第8話  | 転職は無理             | アルサーカル芸術地区                 |
| 第8話  | 大変身                 | アルサーカル芸術地区                 |
| 第9話  | おとぎ話の中へ         | ドバイ ファウンテン                  |
| 第9話  | 私はキャスター         | ドバイ ファウンテン                  |
| 第10話 | 余命10日？             | スパイス市場                         |
| 第10話 | 夢の海外旅行           | スパイス市場                         |
| 第11話 | 99歳、再婚？           | ブルジュ ハリファ                    |
| 第11話 | じゃじゃ馬ならし       | ブルジュ ハリファ                    |
| 第12話 | あたしは、シンデレラ？ | コーヒー                             |
| 第12話 | 寿司って何？           | コーヒー                             |
| 第13話 | メイドはいらない？     | アブラ                               |
| 第13話 | お金がない！           | アブラ                               |
| 第14話 | 家族の絆               | フリージ誕生秘話                     |
| 第14話 | 学校へ行こう           | フリージ誕生秘話                     |
| 第15話 | ご近所崩壊？           | ドバイのお洒落なカフェ巡り           |
| 第15話 | マーガレット           | ドバイのお洒落なカフェ巡り           |
| 第16話 | シャンマ登場           | ドバイアクアリウム                   |
| 第16話 | 刑務所に住みたい！     | ドバイアクアリウム                   |
| 第17話 | 記憶が戻った！         | ワン&オンリー・ロイヤル・スパ        |
| 第17話 | 観光で大儲け？         | ワン&オンリー・ロイヤル・スパ        |
| 第18話 | レストランに行こう     | アラビア料理                         |
| 第18話 | 婚活商売               | アラビア料理                         |
| 第19話 | 革命                   | アラビア文字を習いに行ってきました！ |
| 第20話 | ウム・サイード倒れる   | カフェ                               |
| 第20話 | ウム・サイード行方不明 | カフェ                               |
| 第21話 | ラクダを買うぞ         | ラクダの試乗体験                     |
| 第22話 | 学芸会                 | スーク・マディナ・ジュメイラ         |
| 第22話 | 正夢                   | スーク・マディナ・ジュメイラ         |
| 第23話 | バザー                 | ドバイ・ミラクルガーデン             |
| 第24話 | かなわぬ恋             | アル・ウスタッド・スペシャル・ケバブ |
| 第24話 | 美術の天才             | アル・ウスタッド・スペシャル・ケバブ |
| 第25話 | 砂漠                   | バギーでドバイの広大な砂漠をさまよう |
| 第26話 | 我が家よ、永遠に       | 2020年ドバイ国際博覧会               |